# Mirosława Sagan-Bielawa
Mirosława Sagan-Bielawa – polska językoznawczyni, doktor habilitowany nauk humanistycznych, profesor uczelni Katedry Lingwistyki Kulturowej i Socjolingwistyki Wydziału Polonistyki Uniwersytetu Jagiellońskiego.

## Życiorys
10 czerwca 2002 obroniła pracę doktorską Polszczyzna mówiona inteligencji pochodzenia kresowego na Górnym Śląsku. Studium socjoloingwistyczne, 6 maja 2015 habilitowała się na podstawie pracy zatytułowanej Dziedzictwo pozaborowe. Społeczna świadomość językowa Polaków w Drugiej Rzeczypospolitej. Jest profesorem uczelni Katedry Lingwistyki Kulturowej i Socjolingwistyki Wydziału Polonistyki Uniwersytetu Jagiellońskiego.